# Medallistas Olímpicos en Tiro
Tabla de medallas de oro, plata y bronce del Tiro deportivo en los Juegos Olímpicos desde su primera edición en 1896, en cada una de las pruebas que forman parte del torneo.

## Programa vigente

### Hombres

#### Pistola de aire, 10 metros
| Edición             | Oro                                 | Plata                                | Bronce                               |
| ------------------- | ----------------------------------- | ------------------------------------ | ------------------------------------ |
| Seúl 1988           | Tanyu Kiryakov · Bulgaria           | Erich Buljung · Estados Unidos       | Xu Haifeng · República Popular China |
| Barcelona 1992      | Wang Yifu · República Popular China | Serguei Pyzhianov · Equipo Unificado | Sorin Babii · Rumania                |
| Atlanta 1996        | Roberto Di Donna · Italia           | Wang Yifu · República Popular China  | Tanyu Kiryakov · Bulgaria            |
| Sídney 2000         | Franck Dumoulin · Francia           | Wang Yifu · República Popular China  | Igor Basinski · Bielorrusia          |
| Atenas 2004         | Wang Yifu · República Popular China | Mikhail Nestruyev · Rusia            | Vladimir Isakov · Rusia              |
| Beijing 2008        | Pang Wei · República Popular China  | Jin Jong-oh · Corea del Sur          | Jason Turner · Estados Unidos        |
| Londres 2012        | Jin Jong-oh · Corea del Sur         | Luca Tesconi · Italia                | Andrija Zlatić · Serbia              |
| Río de Janeiro 2016 | Hoàng Xuân Vinh · Vietnam           | Felipe Wu · Brasil                   | Pang Wei · República Popular China   |
| Tokio 2020          | Javad Foroughi · Irán               | Damir Mikec · Serbia                 | Pang Wei · República Popular China   |
| París 2024          | Xie Yu · República Popular China    | Federico Maldini · Italia            | Paolo Monna · Italia                 |

#### Pistola rápida, 25 metros
| Edición             | Oro                                        | Plata                                      | Bronce                                     |
| ------------------- | ------------------------------------------ | ------------------------------------------ | ------------------------------------------ |
| Atenas 1896         | Ioannis Frangoudis · Grecia                | Georgios Orphanidis · Grecia               | Holger Nielsen · Dinamarca                 |
| París 1900          | Maurice Larrouy · Francia                  | Léon Moreaux · Francia                     | Eugène Balme · Francia                     |
| St. Louis 1904      | Tiro no incluido en el programa olímpico   | Tiro no incluido en el programa olímpico   | Tiro no incluido en el programa olímpico   |
| Londres 1908        | Prueba no incluida en el programa olímpico | Prueba no incluida en el programa olímpico | Prueba no incluida en el programa olímpico |
| Estocolmo 1912      | Alfred Lane · Suecia                       | Paul Palén · Suecia                        | Johan Hübner von Holst · Suecia            |
| Amberes 1920        | Prueba no incluida en el programa olímpico | Prueba no incluida en el programa olímpico | Prueba no incluida en el programa olímpico |
| París 1924          | Henry Bailey · Estados Unidos              | Vilhelm Carlberg · Suecia                  | Lennart Hannelius · Finlandia              |
| Ámsterdam 1928      | Tiro no incluido en el programa olímpico   | Tiro no incluido en el programa olímpico   | Tiro no incluido en el programa olímpico   |
| Los Ángeles 1932    | Renzo Morigi · Italia                      | Heinz Hax · Alemania                       | Domenico Matteucci · Italia                |
| Berlín 1936         | Cornelius van Oyen · Alemania              | Heinz Hax · Alemania                       | Torsten Ullman · Suecia                    |
| Londres 1948        | Károly Takács · Hungría                    | Carlos Enrique Díaz Sáenz · Argentina      | Sven Lundquist · Suecia                    |
| Helsinki 1952       | Károly Takács · Hungría                    | Szilárd Kun · Hungría                      | Gheorghe Lichiardopol · Rumania            |
| Melbourne 1956      | Ștefan Petrescu · Rumania                  | Yevgeni Cherkasov · Unión Soviética        | Gheorghe Lichiardopol · Rumania            |
| Roma 1960           | William McMillan · Estados Unidos          | Pentti Linnosvuo · Finlandia               | Aleksandr Zabelin · Unión Soviética        |
| Tokio 1964          | Pentti Linnosvuo · Finlandia               | Ion Tripsa · Rumania                       | Lubomír Nácovský · Checoslovaquia          |
| México 1968         | Józef Zapędzki · Polonia                   | Marcel Rosca · Rumania                     | Renart Suleimanov · Unión Soviética        |
| Múnich 1972         | Józef Zapędzki · Polonia                   | Ladislav Falta · Checoslovaquia            | Viktor Torshin · Unión Soviética           |
| Montreal 1976       | Norbert Klaar · Alemania Oriental          | Jürgen Wiefel · Alemania Oriental          | Roberto Ferraris · Italia                  |
| Moscú 1980          | Corneliu Ion · Rumania                     | Jürgen Wiefel · Alemania Oriental          | Gerhard Petritsch · Austria                |
| Los Ángeles 1984    | Takeo Kamachi · Japón                      | Corneliu Ion · Rumania                     | Rauno Bies · Finlandia                     |
| Seúl 1988           | Afanasijs Kuzmins · Unión Soviética        | Ralf Schumann · Alemania Oriental          | Zoltán Kovács · Hungría                    |
| Barcelona 1992      | Ralf Schumann · Alemania                   | Afanasijs Kuzmins · Letonia                | Vladimir Vokhmyanin · Equipo Unificado     |
| Atlanta 1996        | Ralf Schumann · Alemania                   | Emil Milev · Bulgaria                      | Vladimir Vokhmyanin · Kazajistán           |
| Sídney 2000         | Sergei Alifirenko · Rusia                  | Michel Ansermet · Suiza                    | Iulian Raicea · Rumania                    |
| Atenas 2004         | Ralf Schumann · Alemania                   | Sergei Polyakov · Rusia                    | Sergei Alifirenko · Rusia                  |
| Beijing 2008        | Oleksandr Petriv · Ucrania                 | Ralf Schumann · Alemania                   | Christian Reitz · Alemania                 |
| Londres 2012        | Leuris Pupo · Cuba                         | Vijay Kumar · India                        | Ding Feng · República Popular China        |
| Río de Janeiro 2016 | Christian Reitz · Alemania                 | Jean Quiquampoix · Francia                 | Li Yuehong · República Popular China       |
| Tokio 2020          | Jean Quiquampoix · Francia                 | Leuris Pupo · Cuba                         | Li Yuehong · República Popular China       |
| París 2024          | Li Yuehong · República Popular China       | Cho Yeong-Jae · Corea del Sur              | Wang Xinjie · República Popular China      |

#### Rifle de aire, 10 metros
| Edición             | Oro                                   | Plata                                 | Bronce                                |
| ------------------- | ------------------------------------- | ------------------------------------- | ------------------------------------- |
| Los Ángeles 1984    | Philippe Heberlé · Francia            | Andreas Kronthaler · Austria          | Barry Dagger · Reino Unido            |
| Seúl 1988           | Goran Maksimović · Yugoslavia         | Nicolas Berthelot · Francia           | Johann Riederer · Alemania Occidental |
| Barcelona 1992      | Yuri Fedkin · Equipo Unificado        | Franck Badiou · Francia               | Johann Riederer · Alemania            |
| Atlanta 1996        | Artem Khadjibekov · Rusia             | Wolfram Waibel · Austria              | Jean-Pierre Amat · Francia            |
| Sídney 2000         | Cai Yalin · República Popular China   | Artem Khadjibekov · Rusia             | Yevgeni Aleinikov · Rusia             |
| Atenas 2004         | Zhu Qinan · República Popular China   | Li Jie · República Popular China      | Jozef Gönci · Eslovaquia              |
| Beijing 2008        | Abhinav Bindra · India                | Zhu Qinan · República Popular China   | Henri Häkkinen · Finlandia            |
| Londres 2012        | Alin Moldoveanu · Rumania             | Niccolò Campriani · Italia            | Gagan Narang · India                  |
| Río de Janeiro 2016 | Niccolò Campriani · Italia            | Serhiy Kulish · Ucrania               | Vladimir Maslennikov · Rusia          |
| Tokio 2020          | Will Shaner · Estados Unidos          | Sheng Lihao · República Popular China | Yang Haoran · República Popular China |
| París 2024          | Sheng Lihao · República Popular China | Victor Lindgren · Suecia              | Miran Maričić · Croacia               |

#### Rifle tres posiciones
- Este evento también se ha conocido como rifle de pequeño calibre de tres posiciones y rifle libre de tres posiciones.
| Edición             | Oro                                       | Plata                               | Bronce                                    |
| ------------------- | ----------------------------------------- | ----------------------------------- | ----------------------------------------- |
| Helsinki 1952       | Erling Kongshaug · Noruega                | Vilho Ylönen · Finlandia            | Boris Andreyev · Unión Soviética          |
| Melbourne 1956      | Anatoli Bogdanov · Unión Soviética        | Otakar Hořínek · Checoslovaquia     | John Sundberg · Unión Soviética           |
| Roma 1960           | Viktor Shamburkin · Unión Soviética       | Marat Niyasov · Unión Soviética     | Klaus Zähringer · Equipo Alemán Unificado |
| Tokio 1964          | Lones Wigger · Estados Unidos             | Velichko Velichkov · Bulgaria       | László Hammerl · Hungría                  |
| México 1968         | Bernd Klingner · Alemania Occidental      | John Writer · Estados Unidos        | Vitaly Parkhimovich · Unión Soviética     |
| Múnich 1972         | John Writer · Estados Unidos              | Lanny Bassham · Estados Unidos      | Werner Lippoldt · Alemania Oriental       |
| Montreal 1976       | Lanny Bassham · Estados Unidos            | Margaret Murdock · Estados Unidos   | Werner Seibold · Alemania Occidental      |
| Moscú 1980          | Viktor Vlasov · Unión Soviética           | Bernd Hartstein · Alemania Oriental | Sven Johansson · Suecia                   |
| Los Ángeles 1984    | Malcolm Cooper · Reino Unido              | Daniel Nipkov · Suiza               | Alister Allan · Reino Unido               |
| Seúl 1988           | Malcolm Cooper · Reino Unido              | Alister Allan · Reino Unido         | Kirill Ivanov · Unión Soviética           |
| Barcelona 1992      | Hrachya Petikyan · Equipo Unificado       | Robert Foth · Estados Unidos        | Ryohei Koba · Japón                       |
| Atlanta 1996        | Jean-Pierre Amat · Francia                | Sergey Belyayev · Kazajistán        | Wolfram Waibel · Austria                  |
| Sídney 2000         | Rajmond Debevec · Eslovenia               | Juha Hirvi · Finlandia              | Harald Stenvaag · Noruega                 |
| Atenas 2004         | Jia Zhanbo · República Popular China      | Michael Anti · Estados Unidos       | Christian Planer · Austria                |
| Beijing 2008        | Qiu Jian · República Popular China        | Jury Sukhorukov · Ucrania           | Rajmond Debevec · Eslovenia               |
| Londres 2012        | Niccolò Campriani · Italia                | Kim Jong-Hyun · Corea del Sur       | Matthew Emmons · Estados Unidos           |
| Río de Janeiro 2016 | Niccolò Campriani · Italia                | Sergey Kamenskiy · Rusia            | Alexis Raynaud · Francia                  |
| Tokio 2020          | Zhang Changhong · República Popular China | Sergey Kamenskiy · ROC              | Milenko Sebić · Serbia                    |
| París 2024          | Liu Yukun · República Popular China       | Serhi Kulish · Ucrania              | Swapnil Kusale · India                    |

- De 1972 a 1980, este evento fue mixto (abierto a tiradores masculinos y femeninos), aunque solo una mujer ganó una medalla en estos Juegos: la medalla de plata de Margaret Murdock en 1976.

#### Skeet
| Edición             | Oro                                   | Plata                            | Bronce                                                 |
| ------------------- | ------------------------------------- | -------------------------------- | ------------------------------------------------------ |
| México 1968         | Yevgeni Petrov · Unión Soviética      | Romano Garagnani · Italia        | Konrad Wirnhier · Alemania Occidental                  |
| Múnich 1972         | Konrad Wirnhier · Alemania Occidental | Yevgeni Petrov · Unión Soviética | Michael Buchheim · Alemania Oriental                   |
| Montreal 1976       | Josef Panáček · Checoslovaquia        | Eric Swinkels · Países Bajos     | Wiesław Gawlikowski · Polonia                          |
| Moscú 1980          | Hans Kjeld Rasmussen · Dinamarca      | Lars-Göran Carlsson · Suecia     | Roberto Castrillo · Cuba                               |
| Los Ángeles 1984    | Matthew Dryke · Estados Unidos        | Ole Riber Rasmussen · Dinamarca  | Luca Scribani Rossi · Italia                           |
| Seúl 1988           | Axel Wegner · Alemania Oriental       | Alfonso de Iruarrizaga · Chile   | Jorge Guardiola · España                               |
| Barcelona 1992      | Zhang Shan · República Popular China  | Juan Giha · Perú                 | Bruno Rossetti · Italia                                |
| Atlanta 1996        | Ennio Falco · Italia                  | Mirosław Rzepkowski · Polonia    | Andrea Benelli · Italia                                |
| Sídney 2000         | Mykola Milchev · Ucrania              | Petr Málek · República Checa     | James Graves · Estados Unidos                          |
| Atenas 2004         | Andrea Benelli · Italia               | Marko Kemppainen · Finlandia     | Juan Miguel Rodríguez · Cuba                           |
| Beijing 2008        | Vincent Hancock · Estados Unidos      | Tore Brovold · Noruega           | Anthony Terras · Francia                               |
| Londres 2012        | Vincent Hancock · Estados Unidos      | Anders Golding · Dinamarca       | Nasser Al-Attiyah · Catar                              |
| Río de Janeiro 2016 | Gabriele Rossetti · Italia            | Marcus Svensson · Suecia         | Abdullah Al-Rashidi · Atletas Olímpicos Independientes |
| Tokio 2020          | Vincent Hancock · Estados Unidos      | Jesper Hansen · Dinamarca        | Abdullah Al-Rashidi · Kuwait                           |
| París 2024          | Vincent Hancock · Estados Unidos      | Conner Prince · Estados Unidos   | Lee Meng-Yuan · China Taipéi                           |

- De 1972 a 1992, este evento fue mixto (abierto a tiradores masculinos y femeninos), aunque solo una mujer ganó una medalla en estos Juegos: la medalla de oro de Zhang Shan en 1992.

#### Foso olímpico
| Edición             | Oro                                        | Plata                                      | Bronce                                                      |
| ------------------- | ------------------------------------------ | ------------------------------------------ | ----------------------------------------------------------- |
| París 1900          | Roger de Barbarin · Francia                | René Guyot · Bélgica                       | Justinien de Clary · Francia                                |
| St. Louis 1904      | Tiro no incluido en el programa olímpico   | Tiro no incluido en el programa olímpico   | Tiro no incluido en el programa olímpico                    |
| Londres 1908        | Walter Ewing · Canadá                      | George Beattie · Canadá                    | Alexander Maunder · Reino Unido Anastasios Metaxas · Grecia |
| Estocolmo 1912      | James Graham · Estados Unidos              | Alfred Goeldel · Alemania                  | Harry Blau · Rusia                                          |
| Amberes 1920        | Mark Arie · Estados Unidos                 | Frank Troeh · Estados Unidos               | Frank Wright · Estados Unidos                               |
| París 1924          | Gyula Halasy · Hungría                     | Konrad Huber · Finlandia                   | Frank Hughes · Estados Unidos                               |
| 1928-1948           | Prueba no incluida en el programa olímpico | Prueba no incluida en el programa olímpico | Prueba no incluida en el programa olímpico                  |
| Helsinki 1952       | George Genereux · Canadá                   | Knut Holmqvist · Suecia                    | Hans Liljedahl · Suecia                                     |
| Melbourne 1956      | Galliano Rossini · Italia                  | Adam Smelczyński · Polonia                 | Alessandro Ciceri · Italia                                  |
| Roma 1960           | Ion Dumitrescu · Rumania                   | Galliano Rossini · Italia                  | Serguei Kalinin · Unión Soviética                           |
| Tokio 1964          | Ennio Mattarelli · Italia                  | Pavel Senichev · Unión Soviética           | William Morris · Estados Unidos                             |
| México 1968         | John Braithwaite · Reino Unido             | Thomas Garrigus · Estados Unidos           | Kurt Czekalla · Alemania Oriental                           |
| Múnich 1972         | Angelo Scalzone · Italia                   | Michel Carrega · Francia                   | Silvano Basagni · Italia                                    |
| Montreal 1976       | Donald Haldeman · Estados Unidos           | Armando Silva · Portugal                   | Ubaldesco Baldi · Italia                                    |
| Moscú 1980          | Luciano Giovannetti · Italia               | Rustam Yambulatov · Unión Soviética        | Jörg Damme · Alemania Oriental                              |
| Los Ángeles 1984    | Luciano Giovannetti · Italia               | Francisco Boza · Perú                      | Daniel Carlisle · Estados Unidos                            |
| Seúl 1988           | Dmitry Monakov · Unión Soviética           | Miloslav Bednařík · Checoslovaquia         | Frans Peeters · Bélgica                                     |
| Barcelona 1992      | Petr Hrdlička · Checoslovaquia             | Kazumi Watanabe · Japón                    | Marco Venturini · Italia                                    |
| Atlanta 1996        | Michael Diamond · Australia                | Josh Lakatos · Estados Unidos              | Lance Bade · Estados Unidos                                 |
| Sídney 2000         | Michael Diamond · Australia                | Ian Peel · Reino Unido                     | Giovanni Pellielo · Italia                                  |
| Atenas 2004         | Aleksei Alipov · Rusia                     | Giovanni Pellielo · Italia                 | Adam Vella · Australia                                      |
| Beijing 2008        | David Kostelecký · República Checa         | Giovanni Pellielo · Italia                 | Aleksei Alipov · Rusia                                      |
| Londres 2012        | Giovanni Cernogoraz · Croacia              | Massimo Fabbrizi · Italia                  | Fehaid Al-Deehani · Kuwait                                  |
| Río de Janeiro 2016 | Josip Glasnović · Croacia                  | Giovanni Pellielo · Italia                 | Edward Ling · Reino Unido                                   |
| Tokio 2020          | Jiří Lipták · República Checa              | David Kostelecký · República Checa         | Matthew Coward-Holley · Reino Unido                         |
| París 2024          | Nathan Hales · Reino Unido                 | Qi Ying · República Popular China          | Jean Pierre Brol · Guatemala                                |

### Mujeres

#### Pistola de aire, 10 metros
| Edición             | Oro                                     | Plata                                                  | Bronce                                 |
| ------------------- | --------------------------------------- | ------------------------------------------------------ | -------------------------------------- |
| Seúl 1988           | Jasna Šekarić · Yugoslavia              | Nino Salukvadze · Unión Soviética                      | Marina Dobrancheva · Unión Soviética   |
| Barcelona 1992      | Marina Logvinenko · Equipo Unificado    | Jasna Šekarić · Participantes Olímpicos Independientes | Mariya Grozdeva · Bulgaria             |
| Atlanta 1996        | Olga Klochneva · Rusia                  | Marina Logvinenko · Rusia                              | Mariya Grozdeva · Bulgaria             |
| Sídney 2000         | Tao Luna · República Popular China      | Jasna Šekarić · Yugoslavia                             | Annemarie Forder · Australia           |
| Atenas 2004         | Olena Kostevych · Ucrania               | Jasna Šekarić · Serbia y Montenegro                    | Mariya Grozdeva · Bulgaria             |
| Beijing 2008        | Guo Wenjun · República Popular China    | Natalia Paderina · Rusia                               | Nino Salukvadze · Georgia              |
| Londres 2012        | Guo Wenjun · República Popular China    | Céline Goberville · Francia                            | Olena Kostevych · Ucrania              |
| Río de Janeiro 2016 | Zhang Mengxue · República Popular China | Vitalina Batsarashkina · Rusia                         | Anna Korakaki · Grecia                 |
| Tokio 2020          | Vitalina Batsarashkina · ROC            | Antoaneta Kostadinova · Bulgaria                       | Jiang Ranxin · República Popular China |
| París 2024          | Oh Ye-Jin · Corea del Sur               | Kim Ye-Ji · Corea del Sur                              | Manu Bhaker · India                    |

#### Pistola rápida, 25 metros
| Edición             | Oro                                  | Plata                                | Bronce                                    |
| ------------------- | ------------------------------------ | ------------------------------------ | ----------------------------------------- |
| Los Ángeles 1984    | Linda Thom · Canadá                  | Ruby Fox · Estados Unidos            | Patricia Dench · Australia                |
| Seúl 1988           | Nino Salukvadze · Unión Soviética    | Tomoko Hasegawa · Japón              | Jasna Šekarić · Yugoslavia                |
| Barcelona 1992      | Marina Logvinenko · Equipo Unificado | Li Duihong · República Popular China | Munkhbayar Dorjsuren · Mongolia           |
| Atlanta 1996        | Li Duihong · República Popular China | Diana Iorgova · Bulgaria             | Marina Logvinenko · Rusia                 |
| Sídney 2000         | Maria Grozdeva · Bulgaria            | Tao Luna · República Popular China   | Lalita Yauhleuskaya · Bielorrusia         |
| Atenas 2004         | Maria Grozdeva · Bulgaria            | Lenka Hyková · República Checa       | Irada Ashumova · Azerbaiyán               |
| Beijing 2008        | Chen Ying · República Popular China  | Otryadyn Gündegmaa · Mongolia        | Munkhbayar Dorjsuren · Alemania           |
| Londres 2012        | Kim Jang-Mi · Corea del Sur          | Chen Ying · República Popular China  | Olena Kostevych · Ucrania                 |
| Río de Janeiro 2016 | Anna Korakaki · Grecia               | Monika Karsch · Alemania             | Heidi Diethelm Gerber · Suiza             |
| Tokio 2020          | Vitalina Batsarashkina · ROC         | Kim Min-Jung · Corea del Sur         | Xiao Jiaruixuan · República Popular China |
| París 2024          | Yang Ji-In · Corea del Sur           | Camille Jedrzejewski · Francia       | Veronika Major · Hungría                  |

#### Rifle de aire, 10 metros
| Edición             | Oro                                 | Plata                                  | Bronce                                                 |
| ------------------- | ----------------------------------- | -------------------------------------- | ------------------------------------------------------ |
| Los Ángeles 1984    | Pat Spurgin · Estados Unidos        | Edith Gufler · Italia                  | Wu Xiaoxuan · República Popular China                  |
| Seúl 1988           | Irina Shilova · Unión Soviética     | Silvia Sperber · Alemania Occidental   | Anna Malukhina · Unión Soviética                       |
| Barcelona 1992      | Yeo Kab-soon · Corea del Sur        | Vessela Letcheva · Bulgaria            | Aranka Binder · Participantes Olímpicos Independientes |
| Atlanta 1996        | Renata Mauer · Polonia              | Petra Horneber · Alemania              | Aleksandra Ivošev · Yugoslavia                         |
| Sídney 2000         | Nancy Johnson · Estados Unidos      | Kang Cho-hyun · Corea del Sur          | Gao Jing · República Popular China                     |
| Atenas 2004         | Du Li · República Popular China     | Liubov Galkina · Rusia                 | Kateřina Kůrková · República Checa                     |
| Beijing 2008        | Kateřina Emmons · República Checa   | Liubov Galkina · Rusia                 | Snježana Pejčić · Croacia                              |
| Londres 2012        | Yi Siling · República Popular China | Sylwia Bogacka · Polonia               | Yu Dan · República Popular China                       |
| Río de Janeiro 2016 | Virginia Thrasher · Estados Unidos  | Du Li · República Popular China        | Yi Siling · República Popular China                    |
| Tokio 2020          | Yang Qian · República Popular China | Anastasiya Galashina · ROC             | Nina Christen · Suiza                                  |
| París 2024          | Ban Hyo-Jin · Corea del Sur         | Huang Yuting · República Popular China | Audrey Gogniat · Suiza                                 |

#### Rifle tres posiciones
- Este evento también se ha conocido como "rifle estándar" y "rifle deportivo".
| Edición             | Oro                                   | Plata                                  | Bronce                                   |
| ------------------- | ------------------------------------- | -------------------------------------- | ---------------------------------------- |
| Los Ángeles 1984    | Wu Xiaoxuan · República Popular China | Ulrike Holmer · Alemania Occidental    | Wanda Jewell · Estados Unidos            |
| Seúl 1988           | Silvia Sperber · Alemania Occidental  | Vessela Letcheva · Bulgaria            | Valentina Cherkasova · Unión Soviética   |
| Barcelona 1992      | Launi Meili · Estados Unidos          | Nonka Matova · Bulgaria                | Małgorzata Książkiewicz · Polonia        |
| Atlanta 1996        | Aleksandra Ivošev · Yugoslavia        | Irina Gerasimenok · Rusia              | Renata Mauer · Polonia                   |
| Sídney 2000         | Renata Mauer · Polonia                | Tatiana Goldobina · Rusia              | Maria Feklistova · Rusia                 |
| Atenas 2004         | Lyubov Galkina · Rusia                | Valentina Turisini · Italia            | Wang Chengyi · República Popular China   |
| Beijing 2008        | Du Li · República Popular China       | Kateřina Emmons · República Checa      | Eglis Yaima Cruz · Cuba                  |
| Londres 2012        | Jamie Lynn Gray · Estados Unidos      | Ivana Maksimović · Serbia              | Adéla Sýkorová · República Checa         |
| Río de Janeiro 2016 | Barbara Engleder · Alemania           | Zhang Binbin · República Popular China | Du Li · República Popular China          |
| Tokio 2020          | Nina Christen · Suiza                 | Yulia Zykova · ROC                     | Yulia Karimova · ROC                     |
| París 2024          | Chiara Leone · Suiza                  | Sagen Maddalena · Estados Unidos       | Zhang Qiongyue · República Popular China |

#### Skeet
| Edición             | Oro                                 | Plata                              | Bronce                              |
| ------------------- | ----------------------------------- | ---------------------------------- | ----------------------------------- |
| Sídney 2000         | Zemfira Meftahatdinova · Azerbaiyán | Svetlana Demina · Rusia            | Diána Igaly · Hungría               |
| Atenas 2004         | Diána Igaly · Hungría               | Wei Ning · República Popular China | Zemfira Meftahatdinova · Azerbaiyán |
| Beijing 2008        | Chiara Cainero · Italia             | Kim Rhode · Estados Unidos         | Christine Brinker · Alemania        |
| Londres 2012        | Kim Rhode · Estados Unidos          | Wei Ning · República Popular China | Danka Barteková · Eslovaquia        |
| Río de Janeiro 2016 | Diana Bacosi · Italia               | Chiara Cainero · Italia            | Kim Rhode · Estados Unidos          |
| Tokio 2020          | Amber English · Estados Unidos      | Diana Bacosi · Italia              | Wei Meng · República Popular China  |
| París 2024          | Francisca Crovetto · Chile          | Amber Rutter · Reino Unido         | Austen Smith · Estados Unidos       |

Además de esta lista, Zhang Shan ganó una medalla de oro en este evento en Barcelona 1992, cuando era un evento mixto (abierto a hombres y mujeres).

#### Foso olímpico
| Edición             | Oro                                   | Plata                           | Bronce                          |
| ------------------- | ------------------------------------- | ------------------------------- | ------------------------------- |
| Sídney 2000         | Daina Gudzinevičiūtė · Lituania       | Delphine Racinet · Francia      | Gao E · República Popular China |
| Atenas 2004         | Suzanne Balogh · Australia            | María Quintanal · España        | Lee Bo-na · Corea del Sur       |
| Beijing 2008        | Satu Mäkelä-Nummela · Finlandia       | Zuzana Štefečeková · Eslovaquia | Corey Cogdell · Estados Unidos  |
| Londres 2012        | Jessica Rossi · Italia                | Zuzana Štefečeková · Eslovaquia | Delphine Réau · Francia         |
| Río de Janeiro 2016 | Catherine Skinner · Australia         | Natalie Rooney · Nueva Zelanda  | Corey Cogdell · Estados Unidos  |
| Tokio 2020          | Zuzana Rehák-Štefečeková · Eslovaquia | Kayle Browning · Estados Unidos | Alessandra Perilli · San Marino |
| París 2024          | Adriana Ruano Oliva · Guatemala       | Silvana Stanco · Italia         | Penny Smith · Australia         |

### Mixto

#### Pistola de aire 10 m
| Edición    | Oro                                               | Plata                                           | Bronce                                    |
| ---------- | ------------------------------------------------- | ----------------------------------------------- | ----------------------------------------- |
| Tokio 2020 | República Popular China · Jiang Ranxin · Pang Wei | ROC · Vitalina Batsarashkina · Artem Chernousov | Ucrania · Olena Kostevych · Oleh Omelchuk |
| París 2024 | Serbia · Zorana Arunović · Damir Mikec            | Turquía · Şevval İlayda Tarhan · Yusuf Dikeç    | India · Manu Bhaker · Sarabjot Singh      |

#### Rifle de aire 10 m
| Edición    | Oro                                                  | Plata                                           | Bronce                                     |
| ---------- | ---------------------------------------------------- | ----------------------------------------------- | ------------------------------------------ |
| Tokio 2020 | República Popular China · Yang Qian · Yang Haoran    | Estados Unidos · Mary Tucker · Lucas Kozeniesky | ROC · Yuliya Karimova · Sergey Kamenskiy   |
| París 2024 | República Popular China · Huang Yuting · Sheng Lihao | Corea del Sur · Keum Ji-Hyeon · Park Ha-Jun     | Kazajistán · Alexandra Le · Islam Satpayev |

#### Skeet
| Edición    | Oro                                       | Plata                                           | Bronce                                               |
| ---------- | ----------------------------------------- | ----------------------------------------------- | ---------------------------------------------------- |
| París 2024 | Italia · Diana Bacosi · Gabriele Rossetti | Estados Unidos · Austen Smith · Vincent Hancock | República Popular China · Jiang Yiting · Lyu Jianlin |

#### Foso olímpico
| Edición        | Oro | Plata | Bronce |
| -------------- | --- | --- | --- |
| Londres 1908   | Reino Unido Alexander Maunder · John Pike · Charles Palmer · John Postans · Frank Moore · Peter Easte                | Canadá Walter Ewing · George Beattie · Arthur Westover · Mylie Fletcher · George Vivian · Donald McMackon       | Reino Unido George Whitaker · George Herbert Skinner · John Butt · William Morris · Harold Creasey · Bob Hutton                 |
| Estocolmo 1912 | Estados Unidos Charles W. Billings · Ralph Spotts · John H. Hendrickson · James Graham · Edward Gleason · Frank Hall | Reino Unido John Butt · William Grosvenor · Harold Humby · Alexander Maunder · Charles Palmer · George Whitaker | Alemania Erich Graf von Bernstorff · Franz von Zedlitz und Leipe · Horst Goeldel · Albert Preuss · Erland Koch · Alfred Goeldel |
| Amberes 1920   | Estados Unidos Mark Arie · Horace Bonser · Jay Clark · Forest McNeir · Frank Troeh · Frank Wright                    | Bélgica Albert Bosquet · Joseph Cogels · Émile Dupont · Edouard Fesinger · Henri Quersin · Louis Van Tilt       | Suecia Per Kinde · Fredric Landelius · Erik Lundquist · Karl Richter · Erik Sökjer-Petersén · Alfred Swahn                      |
| París 1924     | Estados Unidos Frederick Etchen · Frank Hughes · John Noel · Clarence Platt · Samuel Sharman · William Silkworth     | Canadá William Barnes · George Beattie · John Black · Robert Montgomery · Samuel Newton · Samuel Vance          | Finlandia Werner Ekman · Konrad Huber · Robert Huber · Georg Nordblad · Toivo Tikkanen · Magnus Wegelius                        |
| 1928 – 2016    | Prueba no incluida en el programa olímpico                                                                           | Prueba no incluida en el programa olímpico                                                                      | Prueba no incluida en el programa olímpico                                                                                      |
| Tokio 2020     | España · Alberto Fernández · Fátima Gálvez                                                                           | San Marino · Gian Marco Berti · Alessandra Perilli                                                              | Estados Unidos · Brian Burrows · Madelynn Bernau                                                                                |

## Eventos descontinuados

### Hombres

#### Doble foso olímpico
| Edición             | Oro                                                  | Plata                              | Bronce                               |
| ------------------- | ---------------------------------------------------- | ---------------------------------- | ------------------------------------ |
| Atlanta 1996        | Russell Mark · Australia                             | Albano Pera · Italia               | Zhang Bing · República Popular China |
| Sídney 2000         | Richard Faulds · Reino Unido                         | Russell Mark · Australia           | Fehaid Al-Deehani · Kuwait           |
| Atenas 2004         | Ahmed Al Maktoum · Emiratos Árabes Unidos            | Rajyavardhan Singh Rathore · India | Wang Zheng · República Popular China |
| Beijing 2008        | Walton Eller · Estados Unidos                        | Francesco D'Aniello · Italia       | Hu Binyuan · República Popular China |
| Londres 2012        | Peter Robert Wilson · Reino Unido                    | Håkan Dahlby · Suecia              | Vasily Mosin · Rusia                 |
| Río de Janeiro 2016 | Fehaid Al-Deehani · Atletas Olímpicos Independientes | Marco Innocenti · Italia           | Steven Scott · Reino Unido           |

#### Pistola militar individual, 25 metros
| Edición     | Oro                         | Plata                         | Bronce                    |
| ----------- | --------------------------- | ----------------------------- | ------------------------- |
| Atenas 1896 | John Paine · Estados Unidos | Sumner Paine · Estados Unidos | Nikolaos Morakis · Grecia |

#### Pistola rápida, 30 metros
| Edición      | Oro                         | Plata                            | Bronce               |
| ------------ | --------------------------- | -------------------------------- | -------------------- |
| Amberes 1920 | Guilherme Paraense · Brasil | Raymond Bracken · Estados Unidos | Fritz Zulauf · Suiza |

#### Pistola militar por equipos, 30 metros
| Edición        | Oro                                                                                         | Plata | Bronce                                                                                 |
| -------------- | ------------------------------------------------------------------------------------------- | --- | -------------------------------------------------------------------------------------- |
| Estocolmo 1912 | Suecia Eric Carlberg · Vilhelm Carlberg · Johan Hübner von Holst · Paul Palén               | Rusia Amos Kash · Nikolai Melnitsky · Pavel Voyloshnikov · Grigori Panteleimonov                                      | Reino Unido Hugh Durant · Albert Kempster · Charles Stewart · Horatio Poulter          |
| Amberes 1920   | Estados Unidos Louis Harant · Alfred Lane · Carl Frederick · James H. Snook · Michael Kelly | Grecia Alexandros Theofilakis · Ioannis Theofilakis · Georgios Moraitinis · Alexandros Vrasivanopoulos · Iason Sappas | Suiza Fritz Zulauf · Joseph Jehle · Gustave Amoudruz · Hans Egli · Domenico Giambonini |

#### Pistola libre, 50 metros, individual
| Edición             | Oro                                        | Plata                                      | Bronce                                     |
| ------------------- | ------------------------------------------ | ------------------------------------------ | ------------------------------------------ |
| Atenas 1896         | Sumner Paine · Estados Unidos              | Holger Nielsen · Dinamarca                 | Ioannis Frangoudis · Grecia                |
| París 1900          | Karl Röderer · Suiza                       | Achille Paroche · Francia                  | Konrad Stäheli · Suiza                     |
| St. Louis 1904      | Tiro no incluido en el programa olímpico   | Tiro no incluido en el programa olímpico   | Tiro no incluido en el programa olímpico   |
| Londres 1908        | Paul Van Asbroeck · Bélgica                | Réginald Storms · Bélgica                  | James Gorman · Estados Unidos              |
| Estocolmo 1912      | Alfred Lane · Estados Unidos               | Peter Dolfen · Estados Unidos              | Charles Stewart · Reino Unido              |
| Amberes 1920        | Karl Frederick · Estados Unidos            | Afrânio da Costa · Brasil                  | Alfred Lane · Estados Unidos               |
| 1924 - 1932         | Prueba no incluida en el programa olímpico | Prueba no incluida en el programa olímpico | Prueba no incluida en el programa olímpico |
| Berlín 1936         | Torsten Ullman · Suecia                    | Erich Krempel · Alemania                   | Charles des Jammonières · Francia          |
| Londres 1948        | Edwin Vasquez Cam · Perú                   | Rudolf Schnyder · Suiza                    | Torsten Ullman · Suecia                    |
| Helsinki 1952       | Huelet Benner · Estados Unidos             | Ángel León Gozalo · España                 | Ambrus Balogh · Hungría                    |
| Melbourne 1956      | Pentti Linnosvuo · Finlandia               | Makhmud Umarov · Unión Soviética           | Offutt Pinion · Estados Unidos             |
| Roma 1960           | Alexey Gushchin · Unión Soviética          | Makhmud Umarov · Unión Soviética           | Yoshihisa Yoshikawa · Japón                |
| Tokio 1964          | Väinö Markkanen · Finlandia                | Franklin Green · Estados Unidos            | Yoshihisa Yoshikawa · Japón                |
| México 1968         | Grigory Kosykh · Unión Soviética           | Heinz Mertel · Alemania Occidental         | Harald Vollmar · Alemania Oriental         |
| Múnich 1972         | Ragnar Skanåker · Suecia                   | Daniel Iuga · Rumania                      | Rudolf Dollinger · Austria                 |
| Montreal 1976       | Uwe Potteck · Alemania Oriental            | Harald Vollmar · Alemania Oriental         | Rudolf Dollinger · Austria                 |
| Moscú 1980          | Aleksandr Melentyev · Unión Soviética      | Harald Vollmar · Alemania Oriental         | Lubtcho Diakov · Bulgaria                  |
| Los Ángeles 1984    | Xu Haifeng · República Popular China       | Ragnar Skanåker · Suecia                   | Wang Yifu · República Popular China        |
| Seúl 1988           | Sorin Babii · Rumania                      | Ragnar Skanåker · Suecia                   | Igor Basinski · Unión Soviética            |
| Barcelona 1992      | Kanstantsin Lukashyk · Equipo Unificado    | Wang Yifu · República Popular China        | Ragnar Skanåker · Suecia                   |
| Atlanta 1996        | Boris Kokorev · Rusia                      | Igor Basinski · Bielorrusia                | Roberto Di Donna · Italia                  |
| Sídney 2000         | Tanyu Kiryakov · Bulgaria                  | Igor Basinski · Bielorrusia                | Martin Tenk · República Checa              |
| Atenas 2004         | Mikhail Nestruyev · Rusia                  | Jin Jong-oh · Corea del Sur                | Kim Jong-su · Corea del Norte              |
| Beijing 2008        | Jin Jong-oh · Corea del Sur                | Tan Zongliang · República Popular China    | Vladimir Isakov · Rusia                    |
| Londres 2012        | Jin Jong-oh · Corea del Sur                | Choi Young-rae · Corea del Sur             | Wang Zhiwei · República Popular China      |
| Río de Janeiro 2016 | Jin Jong-oh · Corea del Sur                | Hoàng Xuân Vinh · Vietnam                  | Kim Song-guk · Corea del Norte             |

#### Pistola libre, 50 metros, equipos
| Edición        | Oro                                                                                            | Plata | Bronce                                                                                                 |
| -------------- | ---------------------------------------------------------------------------------------------- | --- | --- |
| París 1900     | Suiza Friedrich Lüthi · Paul Probst · Louis Richardet · Karl Röderer · Konrad Stäheli          | Francia Louis Duffoy · Maurice Lecoq · Léon Moreaux · Achille Paroche · Jules Trinité                     | Países Bajos Solko van den Bergh · Antonius Bouwens · Dirk Boest Gips · Henrik Sillem · Anthony Sweijs |
| St. Louis 1904 | Tiro no incluido en el programa olímpico                                                       | Tiro no incluido en el programa olímpico                                                                  | Tiro no incluido en el programa olímpico                                                               |
| Londres 1908   | Estados Unidos James Gorman · Irving Calkins · John Dietz · Charles Axtell                     | Bélgica Paul Van Asbroeck · Réginald Storms · Charles Paumier du Verger · Rene Englebert                  | Reino Unido Jesse Wallingford · Geoffrey Coles · Henry Lynch-Staunton · William Ellicott               |
| Estocolmo 1912 | Estados Unidos Alfred Lane · Henry Sears · Peter Dolfen · John Dietz                           | Suecia Georg de Laval · Eric Carlberg · Vilhelm Carlberg · Erik Boström                                   | Reino Unido Horatio Poulter · Hugh Durant · Albert Kempster · Charles Stewart                          |
| Amberes 1920   | Estados Unidos Karl Frederick · Alfred Lane · Raymond Bracken · James H. Snook · Michael Kelly | Suecia Anders Andersson · Casimir Reuterskiöld · Gunnar Gabrielsson · Sigvard Hultcrantz · Anders Johnson | Brasil Afrânio da Costa · Sebastião Wolf · Dario Barbosa · Fernando Soledade · Guilherme Paraense      |

#### Rifle militar 200 metros
| Edición     | Oro                          | Plata                    | Bronce                      |
| ----------- | ---------------------------- | ------------------------ | --------------------------- |
| Atenas 1896 | Pantelis Karasevdas · Grecia | Pavlos Pavlidis · Grecia | Nikolaos Trikoupis · Grecia |

#### Rifle militar en posición tendida, 300 metros
| Edición      | Oro                  | Plata                  | Bronce               |
| ------------ | -------------------- | ---------------------- | -------------------- |
| Amberes 1920 | Otto Olsen · Noruega | Léon Johnson · Francia | Fritz Kuchen · Suiza |

#### Rifle militar en posición tendida, 300 metros, equipos
| Edición      | Oro                                                                                               | Plata                                                                                   | Bronce                                                                                         |
| ------------ | ------------------------------------------------------------------------------------------------- | --------------------------------------------------------------------------------------- | ---------------------------------------------------------------------------------------------- |
| Amberes 1920 | Estados Unidos Morris Fisher · Joseph Jackson · Willis Augustus Lee · Carl Osburn · Lloyd Spooner | Francia Léon Johnson · André Parmentier · Achille Paroche · Georges Roes · Émile Rumeau | Finlandia Voitto Kolho · Kalle Lappalainen · Veli Nieminen · Vilho Vauhkonen · Magnus Wegelius |

#### Rifle militar, de pie, 300 metros
| Edición      | Oro                          | Plata                          | Bronce                              |
| ------------ | ---------------------------- | ------------------------------ | ----------------------------------- |
| Amberes 1920 | Carl Osburn · Estados Unidos | Lars Jørgen Madsen · Dinamarca | Lawrence Nuesslein · Estados Unidos |

#### Rifle militar, de pie, 300 metros, equipos
| Edición      | Oro | Plata                                                                                                | Bronce                                                                                     |
| ------------ | --- | --- | ------------------------------------------------------------------------------------------ |
| Amberes 1920 | Dinamarca Lars Jørgen Madsen · Niels Larsen · Anders Peterson · Erik Sætter-Lassen · Anders Peter Nielsen | Estados Unidos Carl Osburn · Lawrence Nuesslein · Lloyd Spooner · Willis Augustus Lee · Thomas Brown | Suecia Olle Ericsson · Hugo Johansson · Leon Lagerlöf · Walfrid Hellman · Mauritz Eriksson |

#### Rifle militar en tres posiciones, 300 metros
| Edición        | Oro                      | Plata                        | Bronce                    |
| -------------- | ------------------------ | ---------------------------- | ------------------------- |
| Estocolmo 1912 | Sándor Prokopp · Hungría | Carl Osburn · Estados Unidos | Engebret Skogen · Noruega |

#### Rifle militar en tres posiciones, 300 metros, equipos
| Edición        | Oro | Plata | Bronce |
| -------------- | --- | --- | --- |
| Londres 1908   | Estados Unidos William Leuschner · William Martin · Charles Winder · Kellogg Casey · Ivan Eastman · Charles Benedict | Reino Unido Harcourt Ommundsen · Fleetwood Varley · Arthur Fulton · Philip Richardson · William Padgett · John Martin | Canadá William Smith · Charles Crowe · Bruce Williams · Dugald McInnis · William Eastcott · Harry Kerr           |
| Estocolmo 1912 | Estados Unidos Cornelius Burdette · Allan Briggs · Harry Adams · John Jackson · Carl Osburn · Warren Sprout          | Reino Unido Harcourt Ommundsen · Henry Burr · Edward Skilton · James Reid · Edward Parnell · Arthur Fulton            | Suecia Mauritz Eriksson · Werner Jernström · Tönnes Björkman · Carl Björkman · Bernhard Larsson · Hugo Johansson |

#### Rifle militar en posición tendida, 600 metros
| Edición      | Oro                     | Plata                     | Bronce                         |
| ------------ | ----------------------- | ------------------------- | ------------------------------ |
| Amberes 1920 | Hugo Johansson · Suecia | Mauritz Eriksson · Suecia | Lloyd Spooner · Estados Unidos |

#### Rifle militar en posición tendida, 600 metros, equipos
| Edición      | Oro | Plata                                                                                         | Bronce                                                                                          |
| ------------ | --- | --------------------------------------------------------------------------------------------- | ----------------------------------------------------------------------------------------------- |
| Amberes 1920 | Estados Unidos Dennis Fenton · Gunnery Schriver · Willis Augustus Lee · Lloyd Spooner · Joseph Jackson | Sudáfrica David Smith · Robert Bodley · Ferdinand Buchanan · George Harvey · Frederick Morgan | Suecia Mauritz Eriksson · Hugo Johansson · Gustaf Adolf Jonsson · Erik Blomqvist · Erik Ohlsson |

#### Rifle militar 600 m y 300 m en posición tendida, equipos
| Edición      | Oro                                                                                                 | Plata                                                                               | Bronce                                                                         |
| ------------ | --------------------------------------------------------------------------------------------------- | ----------------------------------------------------------------------------------- | ------------------------------------------------------------------------------ |
| Amberes 1920 | Estados Unidos Joseph Jackson · Willis Augustus Lee · Carl Osburn · Oliver Schriver · Lloyd Spooner | Noruega Albert Helgerud · Otto Olsen · Jacob Onsrud · Østen Østensen · Olaf Sletten | Suiza Eugen Addor · Joseph Jehle · Fritz Kuchen · Werner Schneeberger · Weibel |

#### Rifle militar, posición en rodillas, 300 metros
| Edición    | Oro                    | Plata                                                     | Bronce               |
| ---------- | ---------------------- | --------------------------------------------------------- | -------------------- |
| París 1900 | Konrad Stäheli · Suiza | Emil Kellenberger · SuizaAnders Peter Nielsen · Dinamarca | medalla no entregada |

#### Rifle militar tendido, 300 metros
| Edición    | Oro                       | Plata                            | Bronce              |
| ---------- | ------------------------- | -------------------------------- | ------------------- |
| París 1900 | Achille Paroche · Francia | Anders Peter Nielsen · Dinamarca | Ole Østmo · Noruega |

#### Rifle militar de pie, 300 metros
| Edición    | Oro                            | Plata               | Bronce                              |
| ---------- | ------------------------------ | ------------------- | ----------------------------------- |
| París 1900 | Lars Jørgen Madsen · Dinamarca | Ole Østmo · Noruega | Charles Paumier du Verger · Bélgica |

#### Rifle libre en tres posiciones, a 300 metros
| Edición        | Oro                                        | Plata                                      | Bronce                                         |
| -------------- | ------------------------------------------ | ------------------------------------------ | ---------------------------------------------- |
| Atenas 1896    | Georgios Orphanidis · Grecia               | Ioannis Frangoudis · Grecia                | Viggo Jensen · Dinamarca                       |
| París 1900     | Emil Kellenberger · Suiza                  | Anders Peter Nielsen · Dinamarca           | Paul Van Asbroeck · BélgicaOle Østmo · Noruega |
| St. Louis 1904 | Tiro no incluido en el programa olímpico   | Tiro no incluido en el programa olímpico   | Tiro no incluido en el programa olímpico       |
| Londres 1908   | Albert Helgerud · Noruega                  | Harry Simon · Estados Unidos               | Ole Sæther · Noruega                           |
| Estocolmo 1912 | Paul Colas · Francia                       | Lars Jørgen Madsen · Dinamarca             | Niels Larsen · Dinamarca                       |
| Amberes 1920   | Morris Fisher · Estados Unidos             | Niels Larsen · Dinamarca                   | Østen Østensen · Noruega                       |
| 1924 – 1936    | Prueba no incluida en el programa olímpico | Prueba no incluida en el programa olímpico | Prueba no incluida en el programa olímpico     |
| Londres 1948   | Emil Grünig · Suiza                        | Pauli Aapeli Janhonen · Finlandia          | Willy Røgeberg · Noruega                       |
| Helsinki 1952  | Anatoli Bogdanov · Unión Soviética         | Robert Bürchler · Suiza                    | Lev Vainshtein · Unión Soviética               |
| Melbourne 1956 | Vasily Borisov · Unión Soviética           | Allan Erdman · Unión Soviética             | Vilho Ylönen · Finlandia                       |
| Roma 1960      | Hubert Hammerer · Austria                  | Hansrudi Spillmann · Suiza                 | Vasily Borisov · Unión Soviética               |
| Tokio 1964     | Gary Anderson · Estados Unidos             | Shota Kveliashvili · Unión Soviética       | Martin Gunnarsson · Estados Unidos             |
| México 1968    | Gary Anderson · Estados Unidos             | Valentin Kornev · Unión Soviética          | Kurt Müller · Suiza                            |
| Múnich 1972    | Lones Wigger · Estados Unidos              | Boris Melnik · Unión Soviética             | Lajos Papp · Hungría                           |

En 1968 y 1972, este evento fue mixto (abierto a tiradores masculinos y femeninos), aunque todas las medallas fueron ganadas por hombres.

#### Rifle libre, 300 metros, equipos
| Edición        | Oro | Plata | Bronce |
| -------------- | --- | --- | --- |
| París 1900     | Suiza Franz Böckli · Alfred Grütter · Emil Kellenberger · Louis Richardet · Konrad Stäheli                          | Noruega Olaf Frydenlund · Hellmer Hermandsen · Ole Østmo · Ole Sæther · Tom Seeberg                                        | Francia Auguste Cavadini · Maurice Lecoq · Léon Moreaux · Achille Paroche · René Thomas                    |
| St. Louis 1904 | Tiro no incluido en el programa olímpico                                                                            | Tiro no incluido en el programa olímpico                                                                                   | Tiro no incluido en el programa olímpico                                                                   |
| Londres 1908   | Noruega Julius Braathe · Albert Helgerud · Einar Liberg · Olaf Sæther · Ole Sæther · Gudbrand Skatteboe             | Suecia Per-Olof Arvidsson · Janne Gustafsson · Axel Jansson · Gustaf Adolf Jonsson · Claës Rundberg · Gustav-Adolf Sjöberg | Francia Eugène Balme · Raoul de Boigne · Albert Courquin · Léon Johnson · Maurice Lecoq · André Parmentier |
| Estocolmo 1912 | Suecia Mauritz Eriksson · Hugo Johansson · Erik Blomqvist · Carl Björkman · Bernhard Larsson · Gustaf Adolf Jonsson | Noruega Gudbrand Skatteboe · Ole Sæther · Østen Østensen · Albert Helgerud · Olaf Sæther · Einar Liberg                    | Dinamarca Ole Olsen · Lars Jørgen Madsen · Niels Larsen · Niels Andersen · Laurits Larsen · Jens Hajslund  |
| Amberes 1920   | Estados Unidos Morris Fisher · Willis Augustus Lee · Dennis Fenton · Carl Osburn · Lloyd Spooner                    | Noruega Otto Olsen · Albert Helgerud · Olaf Sletten · Østen Østensen · Jacob Onsrud                                        | Suiza Fritz Kuchen · Albert Tröndle · Arnold Rösli · Walter Lienhard · Caspar Widmer                       |
| París 1924     | Estados Unidos Raymond Coulter · Joseph Crockett · Morris Fisher · Sidney Hinds · Walter Stokes                     | Francia Paul Colas · Albert Courquin · Pierre Hardy · Georges Roes · Émile Rumeau                                          | Haití Ludovic Augustin · Destin Destine · Eloi Metullus · Astrel Rolland · Ludovic Valborge                |

#### Rifle libre, 600 metros
| Edición        | Oro                                        | Plata                                      | Bronce                                     |
| -------------- | ------------------------------------------ | ------------------------------------------ | ------------------------------------------ |
| Estocolmo 1912 | Paul Colas · Francia                       | Carl Osburn · Estados Unidos               | John Jackson · Estados Unidos              |
| Amberes 1920   | Prueba no incluida en el programa olímpico | Prueba no incluida en el programa olímpico | Prueba no incluida en el programa olímpico |
| París 1924     | Morris Fisher · Estados Unidos             | Carl Osburn · Estados Unidos               | Niels Larsen · Dinamarca                   |

#### Rifle militar - 1000 yardas
| Edición      | Oro                          | Plata                          | Bronce                      |
| ------------ | ---------------------------- | ------------------------------ | --------------------------- |
| Londres 1908 | Joshua Millner · Reino Unido | Kellogg Casey · Estados Unidos | Maurice Blood · Reino Unido |

#### Rifle, blanco ciego, 50 metros
| Edición      | Oro                          | Plata                        | Bronce                      |
| ------------ | ---------------------------- | ---------------------------- | --------------------------- |
| Londres 1908 | William Styles · Reino Unido | Harold Hawkins · Reino Unido | Edward Amoore · Reino Unido |

#### Rifle, blanco móvil, 50 metros
| Edición      | Oro                        | Plata                          | Bronce                        |
| ------------ | -------------------------- | ------------------------------ | ----------------------------- |
| Londres 1908 | John Fleming · Reino Unido | Maurice Matthews · Reino Unido | William Marsden · Reino Unido |

#### Rifle, blanco fijo, 50 metros
| Edición      | Oro                          | Plata                      | Bronce                      |
| ------------ | ---------------------------- | -------------------------- | --------------------------- |
| Londres 1908 | Arthur Carnell · Reino Unido | Harold Humby · Reino Unido | George Barnes · Reino Unido |

#### Rifle de aire, blanco móvil, 50 metros
| Edición          | Oro                                | Plata                                   | Bronce                                  |
| ---------------- | ---------------------------------- | --------------------------------------- | --------------------------------------- |
| Múnich 1972      | Yakov Zheleznyak · Unión Soviética | Helmut Bellingrodt · Colombia           | John Kynoch · Reino Unido               |
| Montreal 1976    | Alexandr Gazov · Unión Soviética   | Aleksandr Kedyarov · Unión Soviética    | Jerzy Greszkiewicz · Polonia            |
| Moscú 1980       | Igor Sokolov · Unión Soviética     | Thomas Pfeffer · Alemania Oriental      | Alexandr Gazov · Unión Soviética        |
| Los Ángeles 1984 | Li Yuwei · República Popular China | Helmut Bellingrodt · Colombia           | Huang Shiping · República Popular China |
| Seúl 1988        | Tor Heiestad · Noruega             | Huang Shiping · República Popular China | Gennadi Avramenko · Unión Soviética     |

#### Rifle de aire, blanco móvil, 10 metros
| Edición        | Oro                                 | Plata                                | Bronce                                |
| -------------- | ----------------------------------- | ------------------------------------ | ------------------------------------- |
| Barcelona 1992 | Michael Jakosits · Alemania         | Anatoli Asrabayev · Equipo Unificado | Luboš Račanský · Checoslovaquia       |
| Atlanta 1996   | Yang Ling · República Popular China | Xiao Jun · República Popular China   | Miroslav Januš · República Checa      |
| Sídney 2000    | Yang Ling · República Popular China | Oleg Moldovan · Moldavia             | Niu Zhiyuan · República Popular China |
| Atenas 2004    | Manfred Kurzer · Alemania           | Alexandr Blinov · Rusia              | Dimitri Lykin · Rusia                 |

#### Rifle 25 metros, individual
| Edición        | Oro                       | Plata                           | Bronce                   |
| -------------- | ------------------------- | ------------------------------- | ------------------------ |
| Estocolmo 1912 | Vilhelm Carlberg · Suecia | Johan Hübner von Holst · Suecia | Gideon Ericsson · Suecia |

#### Rifle 25 metros, equipos
| Edición        | Oro                                                                              | Plata                                                                   | Bronce                                                                                |
| -------------- | -------------------------------------------------------------------------------- | ----------------------------------------------------------------------- | ------------------------------------------------------------------------------------- |
| Estocolmo 1912 | Suecia Johan Hübner von Holst · Eric Carlberg · Vilhelm Carlberg · Gustaf Boivie | Reino Unido William Pimm · Joseph Pepé · William Milne · William Styles | Estados Unidos Frederick Hird · Warren Sprout · William McDonnell · William Leuschner |

#### Rifle 50 metros, equipos
| Edición        | Oro | Plata                                                                                    | Bronce                                                                                   |
| -------------- | --- | ---------------------------------------------------------------------------------------- | ---------------------------------------------------------------------------------------- |
| Londres 1908   | Reino Unido Edward Amoore · Harold Humby · Maurice Matthews · William Pimm                                   | Suecia Eric Carlberg · Vilhelm Carlberg · Franz-Albert Schartau · Johan Hübner von Holst | Francia Henri Bonnefoy · Paul Colas · Léon Lécuyer · André Regaud                        |
| Estocolmo 1912 | Reino Unido William Pimm · Edward Lessimore · Joseph Pepé · Robert Murray                                    | Suecia Arthur Nordenswan · Eric Carlberg · Ruben Örtegren · Vilhelm Carlberg             | Estados Unidos Warren Sprout · William Leuschner · Frederick Hird · Carl Osburn          |
| Amberes 1920   | Estados Unidos Lawrence Nuesslein · Arthur Rothrock · Willis Augustus Lee · Dennis Fenton · Gunnery Schriver | Suecia Sigvard Hultcrantz · Erik Ohlsson · Leon Lagerlöf · Ragnar Stare · Olle Ericsson  | Noruega Østen Østensen · Olaf Sletten · Anton Olsen · Sigvart Johansen · Albert Helgerud |

#### Rifle en posición tendido, 50 metros
| Edición             | Oro                                      | Plata                                    | Bronce                                                     |
| ------------------- | ---------------------------------------- | ---------------------------------------- | ---------------------------------------------------------- |
| Estocolmo 1912      | Frederick Hird · Estados Unidos          | William Milne · Reino Unido              | Harold Burt · Reino Unido                                  |
| Amberes 1920        | Lawrence Nuesslein · Estados Unidos      | Arthur Rothrock · Estados Unidos         | Dennis Fenton · Estados Unidos                             |
| París 1924          | Pierre Coquelin de Lisle · Francia       | Marcus Dinwiddie · Estados Unidos        | Josias Hartmann · Suiza                                    |
| Ámsterdam 1928      | Tiro no incluido en el programa olímpico | Tiro no incluido en el programa olímpico | Tiro no incluido en el programa olímpico                   |
| Los Ángeles 1932    | Bertil Rönnmark · Suecia                 | Gustavo Huet · México                    | Zoltán Soós-Ruszka Hradetzky · Hungría                     |
| Berlín 1936         | Willy Røgeberg · Noruega                 | Ralph Berzsenyi · Hungría                | Władysław Karaś · Polonia                                  |
| Londres 1948        | Arthur Cook · Estados Unidos             | Walter Tomsen · Estados Unidos           | Jonas Jonsson · Suecia                                     |
| Helsinki 1952       | Iosif Sîrbu · Rumania                    | Boris Andreyev · Unión Soviética         | Arthur Jackson · Estados Unidos                            |
| Melbourne 1956      | Gerald Ouellette · Canadá                | Vasily Borisov · Unión Soviética         | Gil Boa · Canadá                                           |
| Roma 1960           | Peter Kohnke · Equipo Alemán Unificado   | James Enoch Hill · Estados Unidos        | Enrico Forcella · Venezuela                                |
| Tokio 1964          | László Hammerl · Hungría                 | Lones Wigger · Estados Unidos            | Tommy Pool · Estados Unidos                                |
| México 1968         | Jan Kůrka · Checoslovaquia               | László Hammerl · Hungría                 | Ian Ballinger · Nueva Zelanda                              |
| Múnich 1972         | Li Ho-Jun · Corea del Norte              | Victor Auer · Estados Unidos             | Nicolae Rotaru · Rumania                                   |
| Montreal 1976       | Karlheinz Smieszek · Alemania Occidental | Ulrich Lind · Alemania Occidental        | Gennadi Lushchikov · Unión Soviética                       |
| Moscú 1980          | Károly Varga · Hungría                   | Hellfried Heilfort · Alemania Oriental   | Petar Zapryanov · Bulgaria                                 |
| Los Ángeles 1984    | Edward Etzel · Estados Unidos            | Michel Bury · Francia                    | Michael Sullivan · Reino Unido                             |
| Seúl 1988           | Miroslav Varga · Checoslovaquia          | Cha Young-chul · Corea del Sur           | Attila Záhonyi · Hungría                                   |
| Barcelona 1992      | Lee Eun-chul · Corea del Sur             | Harald Stenvaag · Noruega                | Stevan Pletikosić · Participantes Olímpicos Independientes |
| Atlanta 1996        | Christian Klees · Alemania               | Sergey Belyayev · Kazajistán             | Jozef Gönci · Eslovaquia                                   |
| Sídney 2000         | Jonas Edman · Suecia                     | Torben Grimmel · Dinamarca               | Sergei Martynov · Bielorrusia                              |
| Atenas 2004         | Matthew Emmons · Estados Unidos          | Christian Lusch · Alemania               | Sergei Martynov · Bielorrusia                              |
| Beijing 2008        | Artur Ayvazyan · Ucrania                 | Matthew Emmons · Estados Unidos          | Warren Potent · Australia                                  |
| Londres 2012        | Sergei Martynov · Bielorrusia            | Lionel Cox · Bélgica                     | Rajmond Debevec · Eslovenia                                |
| Río de Janeiro 2016 | Henri Junghänel · Alemania               | Kim Jong-Hyun · Corea del Sur            | Kirill Grigoryan · Rusia                                   |

#### Tiro al ciervo disparo simple, 100 metros
| Edición        | Oro                         | Plata                               | Bronce                         |
| -------------- | --------------------------- | ----------------------------------- | ------------------------------ |
| Londres 1908   | Oscar Swahn · Suecia        | Ted Ranken · Reino Unido            | Alexander Rogers · Reino Unido |
| Estocolmo 1912 | Alfred Swahn · Suecia       | Åke Lundeberg · Suecia              | Nestori Toivonen · Finlandia   |
| Amberes 1920   | Otto Olsen · Noruega        | Alfred Swahn · Suecia               | Harald Natvig · Noruega        |
| París 1924     | John Boles · Estados Unidos | Cyril Mackworth-Praed · Reino Unido | Otto Olsen · Noruega           |

#### Tiro al ciervo disparo simple, 100 metros, equipos
| Edición        | Oro                                                                                 | Plata                                                                                          | Bronce                                                                                               |
| -------------- | ----------------------------------------------------------------------------------- | ---------------------------------------------------------------------------------------------- | --- |
| Londres 1908   | Suecia Arvid Knöppel · Ernst Rosell · Alfred Swahn · Oscar Swahn                    | Reino Unido William Ellicott · William Russell Lane-Joynt · Charles Nix · Ted Ranken           | medalla no entregada                                                                                 |
| Estocolmo 1912 | Suecia Alfred Swahn · Oscar Swahn · Åke Lundeberg · Per-Olof Arvidsson              | Estados Unidos William McDonnell · Walter Winans · William Leuschner · William Libbey          | Finlandia Axel Fredrik Londen · Nestori Toivonen · Iivar Väänänen · Ernst Rosenqvist                 |
| Amberes 1920   | Noruega Einar Liberg · Ole Lilloe-Olsen · Harald Natvig · Hans Nordvik · Otto Olsen | Finlandia Yrjö Kolho · Kalle Lappalainen · Toivo Tikkanen · Nestori Toivonen · Magnus Wegelius | Estados Unidos Thomas Brown · Willis Augustus Lee · Lawrence Nuesslein · Carl Osburn · Lloyd Spooner |
| París 1924     | Noruega Einar Liberg · Ole Lilloe-Olsen · Harald Natvig · Otto Olsen                | Suecia Otto Hultberg · Mauritz Johansson · Fredric Landelius · Alfred Swahn                    | Estados Unidos John Boles · Raymond Coulter · Dennis Fenton · Walter Stokes                          |

#### Tiro al ciervo disparo doble, 100 metros
| Edición        | Oro                            | Plata                               | Bronce                 |
| -------------- | ------------------------------ | ----------------------------------- | ---------------------- |
| Londres 1908   | Walter Winans · Estados Unidos | Ted Ranken · Reino Unido            | Oscar Swahn · Suecia   |
| Estocolmo 1912 | Åke Lundeberg · Suecia         | Edward Benedicks · Suecia           | Oscar Swahn · Suecia   |
| Amberes 1920   | Ole Lilloe-Olsen · Noruega     | Fredric Landelius · Suecia          | Einar Liberg · Noruega |
| París 1924     | Ole Lilloe-Olsen · Noruega     | Cyril Mackworth-Praed · Reino Unido | Alfred Swahn · Suecia  |

#### Tiro al ciervo disparo doble, 100 metros, equipos
| Edición      | Oro                                                                                         | Plata                                                                                        | Bronce                                                                                       |
| ------------ | ------------------------------------------------------------------------------------------- | -------------------------------------------------------------------------------------------- | -------------------------------------------------------------------------------------------- |
| Amberes 1920 | Noruega Harald Natvig · Ole Lilloe-Olsen · Einar Liberg · Hans Nordvik · Thorstein Johansen | Suecia Alfred Swahn · Oscar Swahn · Fredric Landelius · Bengt Lagercrantz · Edward Benedicks | Finlandia Toivo Tikkanen · Magnus Wegelius · Nestori Toivonen · Vilho Vauhkonen · Yrjö Kolho |
| París 1924   | Reino Unido Cyril Mackworth-Praed · Philip Neame · Herbert Perry · Allen Whitty             | Noruega Einar Liberg · Ole Lilloe-Olsen · Harald Natvig · Otto Olsen                         | Suecia Axel Ekblom · Mauritz Johansson · Fredric Landelius · Alfred Swahn                    |

#### Tiro al ciervo, disparo simple y disparo doble, 100 metros
| Edición        | Oro                                | Plata                   | Bronce                               |
| -------------- | ---------------------------------- | ----------------------- | ------------------------------------ |
| Helsinki 1952  | John Larsen · Noruega              | Olof Sköldberg · Suecia | Tauno Mäki · Finlandia               |
| Melbourne 1956 | Vitali Romanenko · Unión Soviética | Olof Sköldberg · Suecia | Vladimir Sevryugin · Unión Soviética |

### Mujeres

#### Doble foso olímpico
| Edición      | Oro                        | Plata                        | Bronce                          |
| ------------ | -------------------------- | ---------------------------- | ------------------------------- |
| Atlanta 1996 | Kim Rhode · Estados Unidos | Susanne Kiermayer · Alemania | Deserie Huddleston · Australia  |
| Sídney 2000  | Pia Hansen · Suecia        | Deborah Gelisio · Italia     | Kim Rhode · Estados Unidos      |
| Atenas 2004  | Kim Rhode · Estados Unidos | Lee Bo-Na · Corea del Sur    | Gao E · República Popular China |